# Pai Tempo
O Pai Tempo é uma personificação do tempo. Nos últimos séculos, ele é geralmente retratado como um homem barbudo idoso, às vezes com asas, vestido com um manto e carregando uma foice e uma ampulheta ou outro dispositivo de cronometragem.
Como uma imagem, "as origens do Pai Tempo são curiosas." Os próprios gregos antigos começaram a associar chronos, sua palavra para tempo, com o deus Chronos, que tinha o atributo de uma foice de colheitadeira. Os romanos equipararam Cronos com Saturno, que também possuía uma foice e era tratado como um homem velho, muitas vezes com uma bengala. As asas e a ampulheta foram adições do início do Renascimento e ele eventualmente se tornou um companheiro da Morte, personificação da Morte, muitas vezes tomando sua foice. Ele pode ter como um atributo uma cobra com sua cauda na boca, um antigo símbolo egípcio da eternidade.

## Ano Novo
Por volta da véspera de Ano Novo, a mídia (em particular os desenhos editoriais) usa o tropo conveniente do Pai Tempo como a personificação do ano anterior (ou "o Ano Velho") que tipicamente "entrega" os deveres do tempo para o igualmente alegórico Ano Novo do Bebê (ou "o Ano Novo") ou que de outra forma caracteriza o ano anterior. Nessas representações, o Pai Tempo é geralmente retratado usando uma faixa com a data do ano antigo.
O tempo (em sua forma alegórica) é frequentemente retratado revelando ou revelando a Verdade alegórica, às vezes às custas de uma personificação da Falsidade, Fraude ou Inveja. Esse tema está relacionado à ideia de veritas filia temporis (O tempo é o pai da verdade).